# Mên-an-Tol
Il sito megalitico di Mên-an-Tol (dal cornico "pietra forata") è una piccola formazione di pietre nei pressi dei paesi di Madron e Morvah nella parte occidentale della Cornovaglia, nel Regno Unito, localmente conosciuto come "Stone Crick".
Si compone di quattro monoliti di granito, uno caduto, due posizionati verticalmente al terreno ed uno di forma circolare bucato in mezzo di 1,3 m di diametro, posizionata al centro degli altri due monoliti verticali, che viste da una certa angolatura formano una sorta di "101" (come nella foto).

## Sito
Men-an-Tol è situato sulla brughiera in una zona di particolare bellezza naturale ed è accessibile al pubblico attraverso un sentiero che dalla strada che collega due piccole parrocchie civili situate nel distretto locale di Penwith nella punta occidentale della Cornovaglia, Morvah e Madron, prosegue verso nord toccando il sito in questione,

## Leggende e misteri
Piccoli misteri e credenze locali circondano questo sito, che si pensa possa essere stato una sorta di porta verso un sito cimiteriale neolitico con la pietra centrale nella funzione di "ingresso", oppure fungesse similmente alla più famosa Stonehenge, come una sorta di antico calendario solare.
Credenze popolari suggeriscono che in questo sito, fate e gnomi, personaggi leggendari molto presenti nella cultura celtica del Devon e della Cornovaglia, avrebbero potuto compiere guarigioni miracolose, e Men-an-Tol avrebbe rappresentato una specie di luogo ideale dove compiere tali cure.

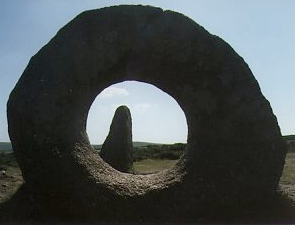
La pietra centrale

Alcune credenze dicono che un piccolo di Changeling (una specie di gnomo nelle credenze celtiche) fu fatto passare da una donna alcune volte all'interno della pietra circolare, perché la leggenda vuole che passando attraverso questa, questo si sarebbe potuto trasformare in un bambino umano
Altre leggende locali affermano che durante riti tradizionali che si svolgevano a Mên-an-Tol (conosciuto secoli fa anche come Devil eye, "Occhio del Diavolo"), se una donna fosse passata attraverso la pietra centrale per sette volte all'indietro, sarebbe diventata presto incinta, forse a causa del suo simbolismo evidente, è stato quindi considerato come un modo efficace per garantire la fertilità.
Altre leggende parlano degli effetti curativi del sito, dove sempre il passaggio attraverso la pietra centrale avrebbe curato il rachitismo dei bambini, infatti per secoli i bambini furono portati a Men-an-tol per questo motivo, oppure avrebbe dato sollievo da reumatismi, da disturbi della colonna vertebrale o febbre agli adulti, se questi fossero passati attraverso il foro nove volte in direzione del sole.
Inoltre la pietra circolare è allineata esattamente con una pietra al centro del sito megalitico di Boscawen-Un nei dintorni di St Buryan sempre in Cornovaglia,  fatto forse casuale, ma il cui tracciato molto preciso suggerisce un posizionamento intenzionale delle due strutture in relazione. L'unica altra pietra forata nello stesso modo in tutta la Cornovaglia è nota come il "Tolven Holed Stone" situata in un giardino vicino alla cittadina di Helston.